# Contea di Iowa (Iowa)
La contea di Iowa (in inglese Iowa County) è una contea dello Stato dell'Iowa, negli Stati Uniti. La popolazione al censimento del 2000 era di 15 671 abitanti. Il capoluogo di contea è Marengo.